# Ctenus aruanus
Ctenus aruanus är en spindelart som beskrevs av Embrik Strand 1911. Ctenus aruanus ingår i släktet Ctenus och familjen Ctenidae. Inga underarter finns listade i Catalogue of Life.